# 公理的意味論
公理的意味論（こうりてきいみろん、Axiomatic Semantics）とは、数理論理学に基づいてプログラムの正当性を証明する手法。ホーア論理と密接に関連している。